# Oberlauf der Pinka
Oberlauf der Pinka este o arie protejată (arie specială de conservare — SAC, sit de importanță comunitară — SCI) din Austria întinsă pe o suprafață de 37,29 ha, integral pe uscat.

## Localizare
Centrul sitului Oberlauf der Pinka este situat la coordonatele 47°29′12″N 16°02′13″E / 47.4866°N 16.037°E.

## Înființare
Situl Oberlauf der Pinka a fost declarat sit de importanță comunitară în iunie 1998 pentru a proteja 11 specii de animale. Situl a fost protejat și ca arie specială de conservare în iulie 2005.

## Biodiversitate
Situată în ecoregiunea continentală, aria protejată conține 4 habitate naturale: Liziere de ierburi înalte hidrofile de câmpie și de nivel montan până la alpin, Păduri pe pante, grohotișuri și ravene de Tilio-Acerion, Păduri aluvionare cu Alnus glutinosa și Fraxinus excelsior (Alno-Padion, Alnion incanae, Salicion albae), Păduri acidofile de Picea de la nivel montan la nivel alpin (Vaccinio-Piceetea).
La baza desemnării sitului se află mai multe specii protejate:
- păsări (10): uliu păsărar (Accipiter nisus), barză neagră (Ciconia nigra), mierla de apă (Cinclus cinclus), porumbel gulerat (Columba palumbus), cioară neagră (Corvus corone), ciocănitoare neagră (Dryocopus martius), gaiță (Garrulus glandarius), mierlă (Turdus merula), sturz-cântător (Turdus philomelos), sturzul de vâsc (Turdus viscivorus)
- pești (1): zglăvoacă (Cottus gobio)

Pe lângă speciile protejate, pe teritoriul sitului au mai fost identificate 2 specii de amfibieni, 1 specie de mamifere, 1 specie de nevertebrate, 1 specie de pești.